# Вознесенська церква (Ніжин)
Вознесенська церква — парафіяльний храм Ніжинської та Прилуцької єпархії Російської православної церкви у Ніжині. Пам'ятка архітектури місцевого значення.
Головний престол храму освячений на честь Вознесіння Господнього.

## Історія
Спочатку об'єкт було внесено до «списку нововиявлених пам'яток архітектури» під назвою «Вознесенська церква».
Наказом Міністерства культури і туризму від 21.12.2012 № 1566 надано статус «пам'ятник архітектури місцевого значення» з охоронним № 10048-Чр під назвою «Вознесенська церква».

## Опис
Вознесенську церкву збудовано у 1785—1805 роках на місці дерев'яної церкви у передмісті Ніжина Овдіївці коштом поміщика Тарасевича та парафіян. Храм мав один престол в ім'я Вознесіння Господнього. У 1853—1855 роках церкву було перебудовано та розширено.
Кам'яна, п'ятидольна (п'ятизрубна), двоповерхова, хрестоподібна в плані церква, подовжена по осі захід — схід. З півночі і півдня до основного обсягу примикають прямокутні в плані приділи. Апсида напівкругла. Центральна глава — однозаломна (одноуступна) грушоподібна баня на восьмигранному (восьмерик) світловому барабані. По краях менші глави. Із заходу примикає триярусна дзвіниця — четверик, що несе восьмерик на четверику, увінчаний наметом із глухим ліхтариком і главкою. Має три входи — західний з боку дзвіниці, два з боку північного та південного межі. Фасад храму, другий та третій яруси дзвіниці завершуються фронтонами. Фасад храму напівколоннами розчленований на прясла; прикрашає фасад та вікна декор у формі арочних прорізів. Фасад розчленовують тяги і вінчає карниз. Церква обнесена огорожею.
Після жовтня 1917 року церкву було закрито.
У 1990 році храм було реставровано, пізніше було передано релігійній громаді. Відновлено богослужіння.